# Meigenia connexa
Meigenia connexa là một loài ruồi trong họ Tachinidae.